# Ваці
Ваці́ — село в Україні, у Терешківській сільській громаді Полтавського району Полтавської області. Населення становить 489 осіб. До 2017 орган місцевого самоврядування — Микільська сільська рада.

## Географія
Село Ваці знаходиться за 6 км від лівого берега річки Ворскла, примикає до села Марківка. По селу протікає пересихаючий струмок. Поруч проходять автомобільна дорога Т 1702 та залізниця, станція Микільське за 1,5 км.

## Історія
- 12 червня 2020 року, відповідно до розпорядження Кабінету Міністрів України № 721-р «Про визначення адміністративних центрів та затвердження територій територіальних громад Полтавської області», село увійшло до складу Терешківської сільської громади[1].
- 19 липня 2020 року, в результаті адміністративно — територіальної реформи та ліквідації Полтавського району(1925—2020), село увійшло до складу новоутвореного Полтавського району[2].

## Населення

### Мова
Розподіл населення за рідною мовою за даними перепису 2001 року:
| Мова       | Кількість | Відсоток |
| ---------- | --------- | -------- |
| українська | 473       | 96.73%   |
| російська  | 15        | 3.07%    |
| білоруська | 1         | 0.20%    |
| Усього     | 489       | 100%     |

## Економіка
- Свино-товарна ферма.

## Об'єкти соціальної сфери
- Вацівська загальноосвітня школа І-ІІ ступенів імені В. Тюріна Полтавської районної ради Полтавської області[4].

## Постаті
У селі тривалий час працював український поет, вчитель Іван Переломов.